# Île Hooker
L'île Hooker (en russe : остров Гукера) est une île de la terre François-Joseph.

## Géographie
Située dans la partie centrale de l'archipel, d'une superficie de 459,8 km2, elle est dominée au sud-ouest par le dôme Jackson (Купол Джексона, Koupol Djeksona) qui est un dôme de glace haut de 576 m. Au nord-ouest se trouve le cap Albert Markham, au nord-est le cap Lewis-Poole, à l'est le cap Albanov, à l'ouest le cap Sedov, le cap Medveji et le cap Dundee, au sud-ouest le cap Ougolny et au sud-est le cap Cecil-Harmsworth.
C'est une île de basalte où se dressent de nombreuses calottes glaciaires.
Sur sa côte ouest se trouve une petite baie libre de glace, la baie Tikhaïa (Бухта Тихая) dominée au sud par une grande falaise côtière (Скала Рубини, Skala Rubini), qui abrite une très importante colonie d’oiseaux marins (18 000 oiseaux), lieu de nidification de nombreuses espèces : guillemot de Brünnich et mouette tridactyle essentiellement mais aussi mergule nain, guillemot à miroir, fulmar boréal, goéland bourgmestre, eider à duvet, labbe, mouette blanche.

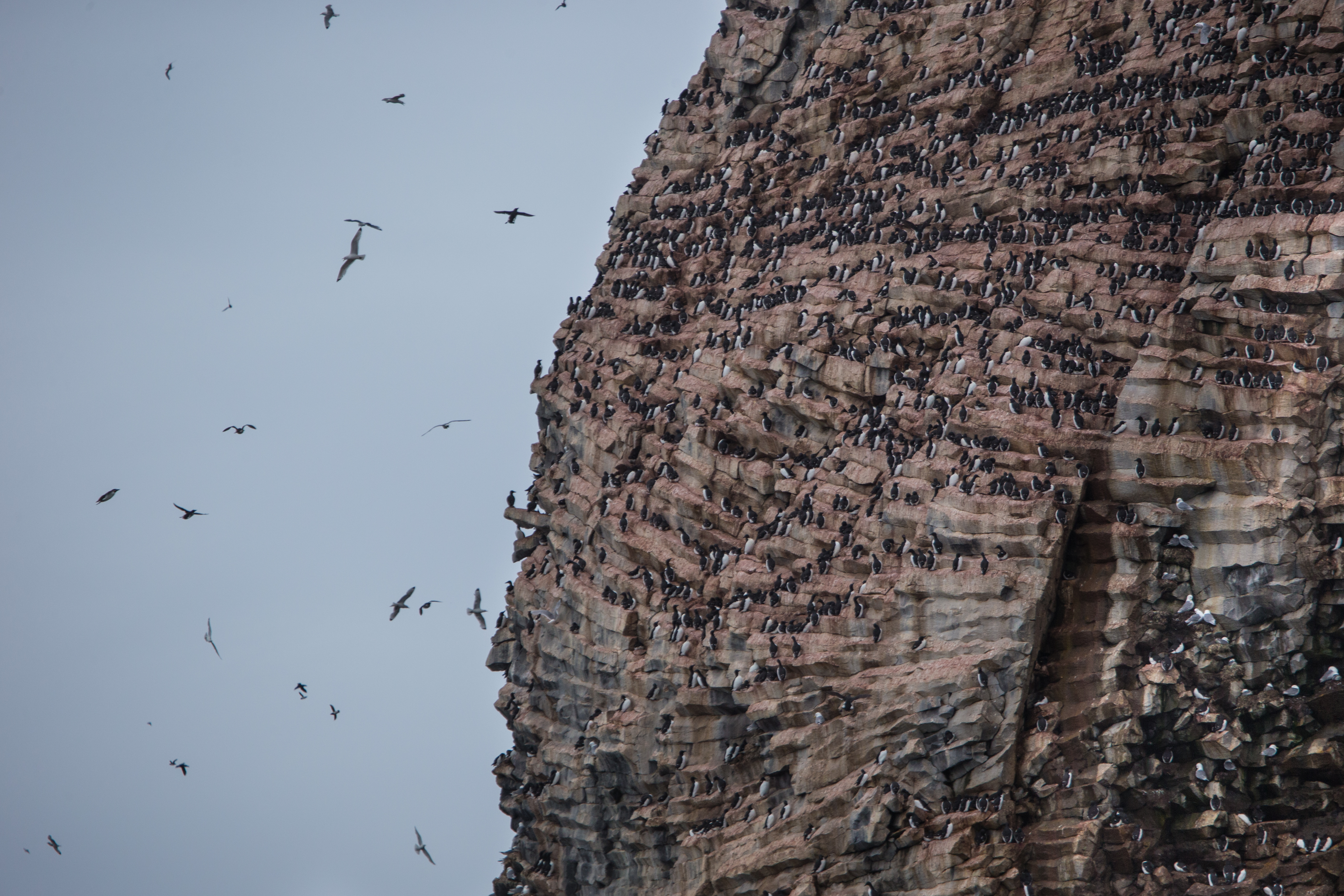
La colonie d'oiseaux de Skala Rubini

## Histoire
Elle a été nommée en l'honneur du naturaliste Joseph Dalton Hooker.
Les vestiges d'un plésiosaure attribué douteusement à Peloneustes philarchus y ont été découverts, ainsi que des bois de caribou, ce qui démontre que des troupeaux ont atteint l'île il y a environ 1 300 ans, alors qu'un climat plus chaud devait y régner.
Le 10 mars 1895, Frederick George Jackson débarque sur l'île.
Le cap Sedov a été le site d'une importante base pour les expéditions polaires et l'emplacement d'une station météorologique de 1929 à 1959.

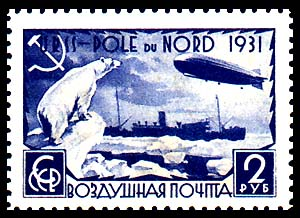
Le Graf Zeppelin

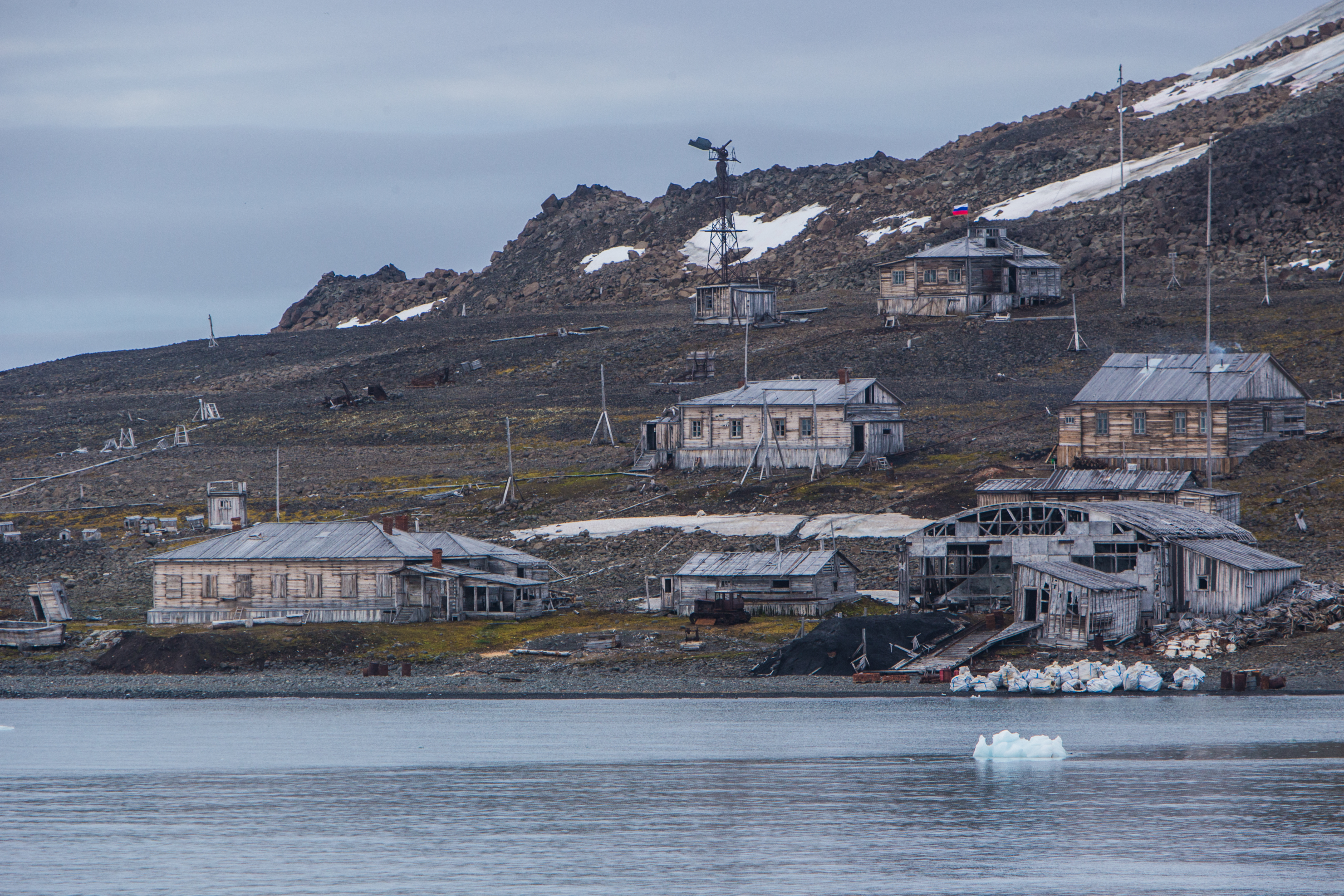
Bâtiments abandonnés de la station météorologique du cap Sedov

En juillet 1931, le dirigeable Graf Zeppelin commandé par le Dr Hugo Eckener y atterrit brièvement pour échanger du courrier avec le brise-glace soviétique Malyguine. Le personnel russe en poste sur l'île ne put être relevé et ravitaillé durant toute la durée de la Seconde Guerre mondiale. En 1959, la station météorologique est fermée et remplacée par la station Krenkel nouvellement construite sur l'île Heiss.